# Doktor Proktor i niemal ostatnie święta
Doktor Proktor i niemal ostatnie święta – powieści dla dzieci autorstwa norweskiego pisarza Jo Nesbø, opublikowana w 2016 r. Pierwsze polskie wydanie ukazało się 2018 roku w tłumaczeniu Iwony Zimnickiej.